# Palacio de los Vigil de Quiñones (Aramil)
El Palacio de los Vigil de Quiñones, o Palacio de los Vigil de San Esteban o Palacio de Aramil, situado en Aramil, municipio asturiano de Siero, es una de las joyas de la arquitectura civil asturiana de época moderna, lo que ha supuesto su declaración como Bien de Interés Cultural.

## Historia
El Palacio de los Vigil de Quiñones, nombrado así en referencia a la familia a la que perteneció, es también conocido como Palacio de los Vigil de San Esteban, en referencia a la parroquia diocesana en la que se encuentra, y más comúnmente como Palacio de Aramil por el lugar en el que se sitúa. Se localiza en el barrio de El Palacio (en la finca conocida como La Fabariega), en la parroquia de Aramil, concejo de Siero.
El palacio ha sido durante más de cuatrocientos años la casa de una de rama, de una de las familias más influyentes y poderosas del concejo, los Vigil de Quiñones. Las fuentes la mencionan frecuentemente como la casa de los señores de San Esteban. Esta familia ha destacado por su participación activa en el patronazgo de la vecina iglesia románica de la parroquia (la de la Iglesia de Esteban de Aramil), y tanto el palacio como sus propietarios han estado desde largo tiempo muy vinculados y presentes en el devenir de esta iglesia y de la parroquia.

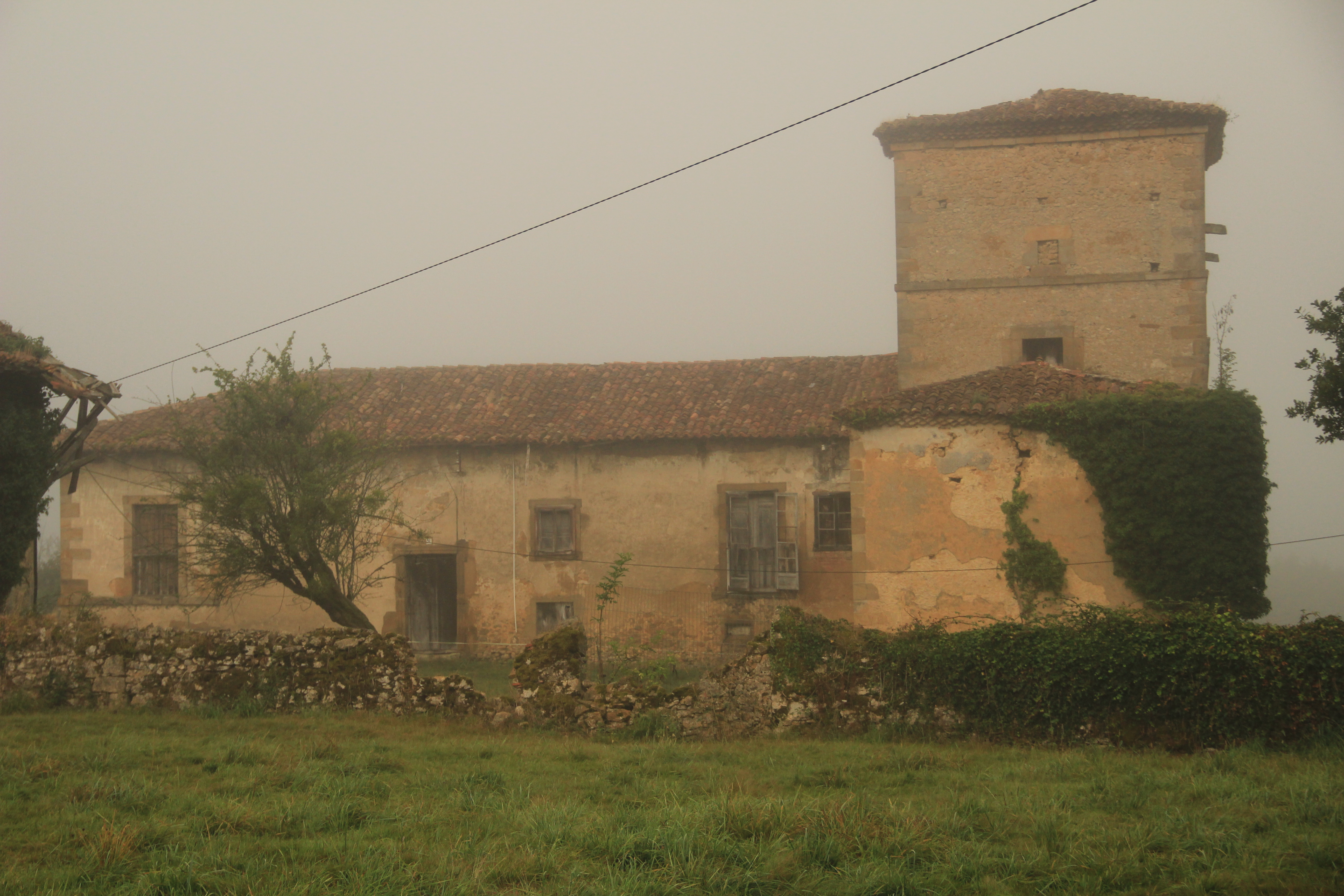
Fachada este.

El palacio se encuentra abandonado en sus usos residenciales, manteniendo solo un residual uso agropecuario, lo que ha propiciado el avanzado deterioro que presenta por falta de uso y mantenimiento (paradójicamente, las partes mejor conservadas son las utilizadas como explotación agro-ganadera).

## Arquitectura
El palacio de Aramil es uno de los ejemplos más representativos de la arquitectura civil barroca asturiana en sus manifestaciones más tempranas, como la solución del doble vano con arco rebajado para marcar la entrada principal en la fachada sur.
Su construcción debe datarse entre las últimas décadas del siglo XVI y los comienzos del siglo XVII, no pudiendo encontrarse documento o referencia que permita señalar el momento exacto en el que ésta se inició. Para su datación se esgrimen varios argumentos, entre los que destaca que es en ese momento cuando se produce la desagregación de la rama de los Vigil de Aramil de su tronco principal (los Vigil de Quiñones), fundándose solar en Aramil. De otra parte, las fuentes y estudios realizados sobre el palacio invocan siempre como fecha de construcción las postrimerías del siglo XVI y principios del XVII, fundándose en la presencia de elementos arquitectónicos del barroco rural que aparecen ya en esta época, como la solución del doble arco de la fachada principal, presentando dos arcos rebajados, característica esta propia del barroco rural temprano, en contraposición del arco de medio punto al que evoluciona posteriormente.

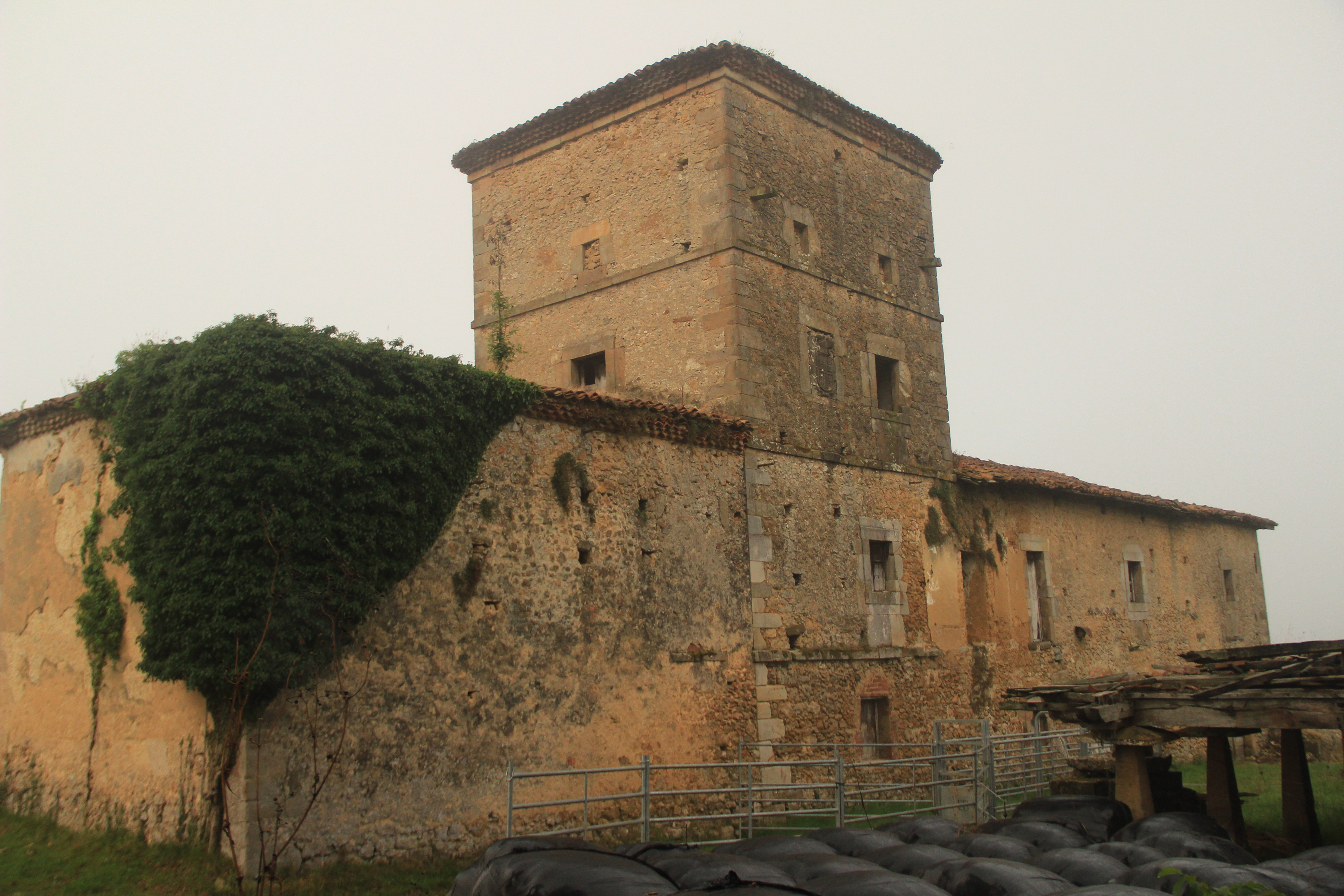
Fachada norte.

Desde el punto de vista arquitectónico, se trata de un palacio articulado en torno a un patio central, con la torre en una esquina, y flanqueado por una capilla. No cuenta con piezas arquitectónicas de gran relieve o monumentalidad. Las soluciones adoptadas no presentan una riqueza ornamental excesiva, presentando interés solo determinadas partes de la fachada, la torre o la embocadura de los huecos y esquinales que utilizan una cantería de mayor calidad. Su principal interés reside en la integración arquitectónica de todas las piezas en un ambiente rural. Se aprecia en ese sentido un claro intento de conectar aspectos funcionales derivados de su ubicación y relación con el mundo rural, con una cierta dignidad arquitectónica que intenta expresar la nobleza de la familia que lo ocupa. La simplicidad de sus volúmenes y su acertada distribución de los espacios internos, adecuándose a la mezcla de usos, son aspectos que posteriormente se tuvieron en cuenta por buena parte de la arquitectura palaciega desarrollada en Asturias y más concretamente, en el área central, durante las centurias siguientes.
Nos encontramos ante el tipo de casa-palacio del siglo XVII, con una torre. Presenta planta cuadrangular, con una sola torre al norte y capilla que se anexa al costado este de la torre. Su fachada principal se sitúa en la fachada sur, contando también con un digno acceso abierto con posterioridad, en la fachada este. Interiormente todas las dependencias se organizan en torno al patio interior con galería de ocho columnas toscanas de fuste recto. En la planta baja se ubican los accesos a las dependencias agropecuarias, con una fábrica más tosca, mientras que el primer piso se reserva para vivienda de sus propietarios, aplicándose un tratamiento más noble tanto en trazas como en materiales.
A la construcción principal se anexó a principios del siglo XVIII una capilla semipública con advocación a San José, para servicio de los propietarios del palacio, pero con acceso exterior mediante portada barroca. En el entorno aparecen otras construcciones complementarias asociadas por una parte a la actividad agropecuaria, tales como los restos de una antigua panera, de un silo, un canal de traída de aguas y su pozo, y la corrada; así como una edificación vinculada al servicio y a casa de los guardeses.

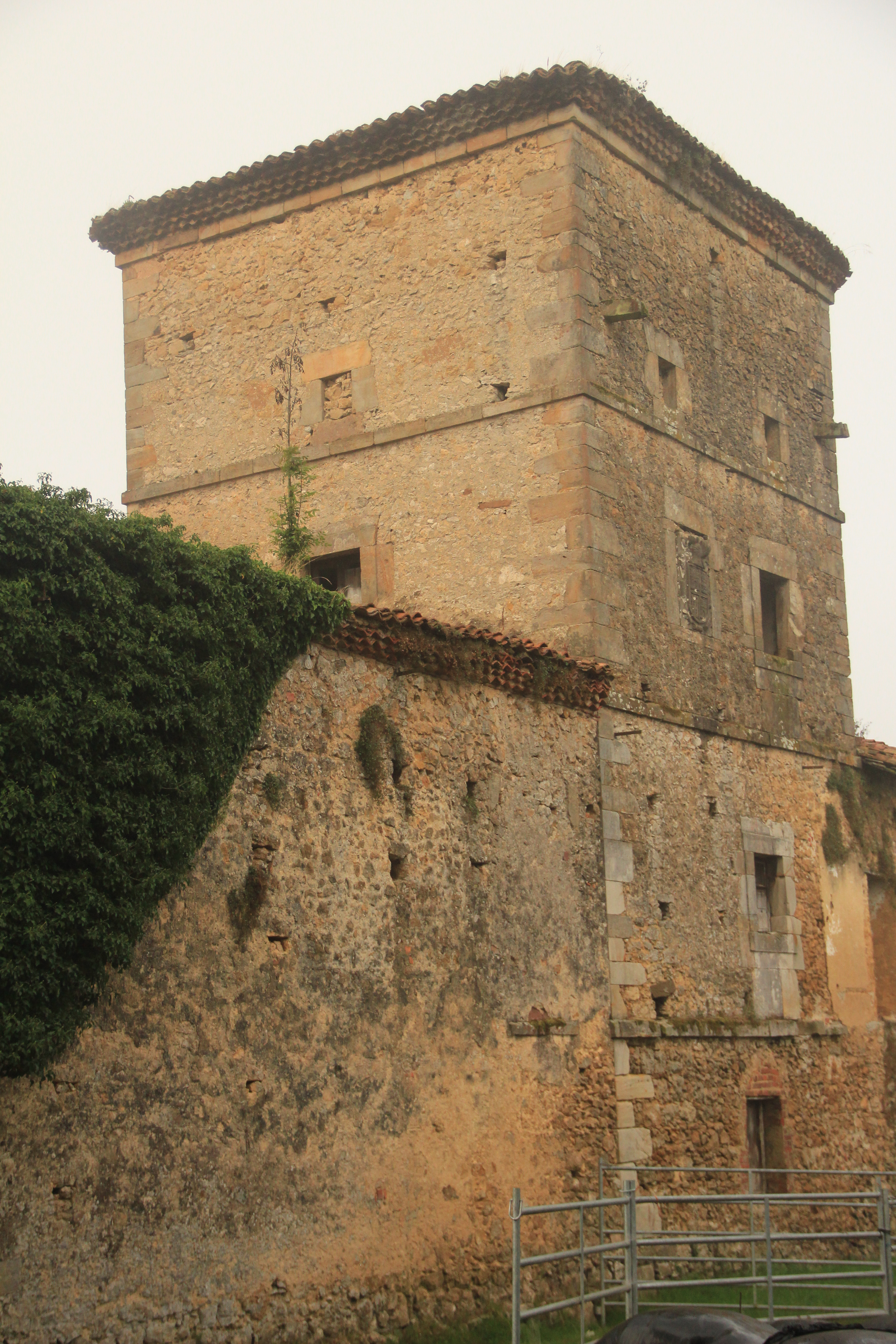
Fachada norte. Torre

En 2014 se inicia la incoación de expediente por parte del Principado de Asturias, para su declaración como Bien de Interés Cultural, solicitándose informes a diversas instituciones consultivas, como la Real Academia de la Historia que apoya la propuesta «por su importancia histórica como conjunto residencial de la nobleza menor del Principado, y testigo del diálogo arquitectónico entre las tradiciones constructivas y formales y los deseos de una superficial modernidad morfológica», o el Real Instituto de Estudios Asturianos que estima que este palacio es un «interesantísimo conjunto en el que se unen la función agropecuaria tradicional con una arquitectura residencial nobiliaria de ciertas pretensiones». Por decreto 21/2016, de 19 de mayo, el Palacio de los Vigil de Quiñones, fue declarado Bien de Interés Cultural, con la categoría de monumento.